# 比利亚林德坎波斯
比利亚林德坎波斯，是西班牙卡斯蒂利亚-莱昂萨莫拉省的一个市镇。 总面积50平方公里，总人口619人（2001年），人口密度12人/平方公里。